# Sergio Scariolo

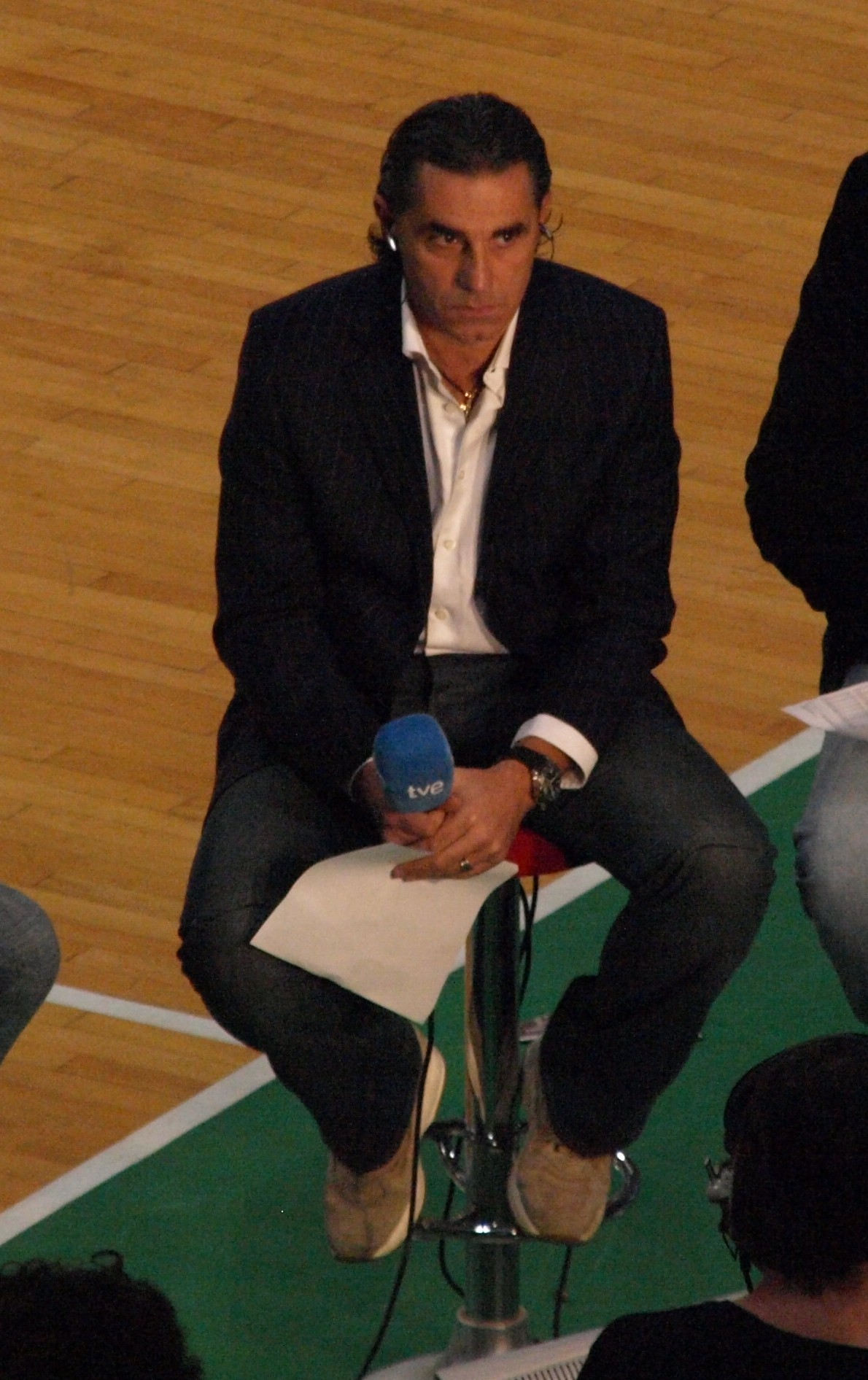
Sergio Scariolo en la seva faceta de comentarista de televisió al Pavelló Olímpic de Badalona, al novembre del 2008.

Sergio Scariolo (Brescia, Itàlia, 1 d'abril del 1961) és un entrenador de bàsquet italià. Actualment és entrenador del Reial Madrid.

## Trajectòria
Va iniciar el 1980 amb el minibàsquet. Més tard es va convertir en el segon entrenador del primer equip del Brescia, per després passar al Victoria Libertas Pesaro. El 1985 va aconseguir el triomf al mundial militar. El 1990, a Pesaro, va guanyar l'scudetto amb només 29 anys. El 1991 va entrenar a l'Unione Sportiva Pallacanestro Aurora Desio i el 1993 va marxar a la Fortitudo Pallacanestro Bologna. A l'any següent va ser premiat com a millor entrenador a Itàlia.
El 1997 va arribar a Espanya per entrenar al TAU Vitòria, equip amb el qual va conquistar la Copa del Rei de bàsquet 1999 i va arribar a la final de la lliga ACB.
El 1999 va ser fitxat pel Real Madrid, club en què va ser nomenat entrenador i director general de la secció de bàsquet. L'any 2000 va ser nomenat entrenador de l'any a Espanya. Amb el conjunt blanc va arribar a dues finals de la lliga ACB, guanyant la del 2000.
El novembre del 2003 va signar un nou contracte amb l'Unicaja de Màlaga, equip amb el qual va guanyar la Copa del Rei de bàsquet 2005 i la lliga ACB el 2006.
El 2008 va ser substituït a la banqueta malaguenya per Aíto García Reneses i va iniciar una etapa com a comentarista de televisió col·laborant en la retransmissió dels partits de la lliga ACB a TVE. Al desembre va ser contractat pel Khimki BC de Rússia.
El 2009 va ser designat nou seleccionador per entrenar a la Selecció de bàsquet d'Espanya.
Després de ser entrenador de l'Armani Jeans Milano, el 12 de juny de 2013 va firmar un contracte per ser l'entrenador del Baskonia durant dues temporades.
Actualment és ajudant d'entrenador als Toronto Raptors a l'NBA.

## Curiositats
- És aficionat de l'Inter de Milà
- Va entrenar la selecció Militar Italiana, guanyant el Campionat del Món de l'any 1985.